# Mialet (Dordonha)
Mialet é uma comuna francesa na região administrativa da Nova Aquitânia, no departamento Dordonha. Estende-se por uma área de 37,86 km². Em 2010 a comuna tinha 627 habitantes (densidade: 16,6 hab./km²).